# Magdalensberg (Gemeinde)
Magdalensberg (slow.: Štalenska gora) ist eine Marktgemeinde mit 3708 Einwohnern (Stand 1. Jänner 2024) im Bezirk Klagenfurt-Land in Österreich, im Bundesland Kärnten.

## Geographie
Die Gemeinde Magdalensberg liegt am Fuße des Magdalensbergs im Bereich des Klagenfurter Beckens bzw. im unteren Gurktal. Durch das Gemeindegebiet fließen Gurk und Raba.
Die Gemeinde hat eine Fläche von 42,90 Quadratkilometer. Davon sind 50 Prozent landwirtschaftliche Nutzfläche und 40 Prozent Wald.

### Gemeindegliederung
Die Gemeinde ist in 13 Katastralgemeinden (Zinsdorf/Svinča vas, Reigersdorf/Rogarja vas, Ottmanach/Otmanje, Wutschein/Bučinja vas, Gammersdorf/Mizla vas, Schurianhof, Timenitz/Timenica, Vellach/Bela, Freudenberg/Frajnberk, Portendorf/Partovca, Zeiselberg/Čilberk, Lassendorf/Vasja vas, St. Thomas/Šenttomaž) gegliedert und umfasst folgende 40 Ortschaften (mit slowenischer Entsprechung und in Klammern Einwohnerzahl Stand 1. Jänner 2024):

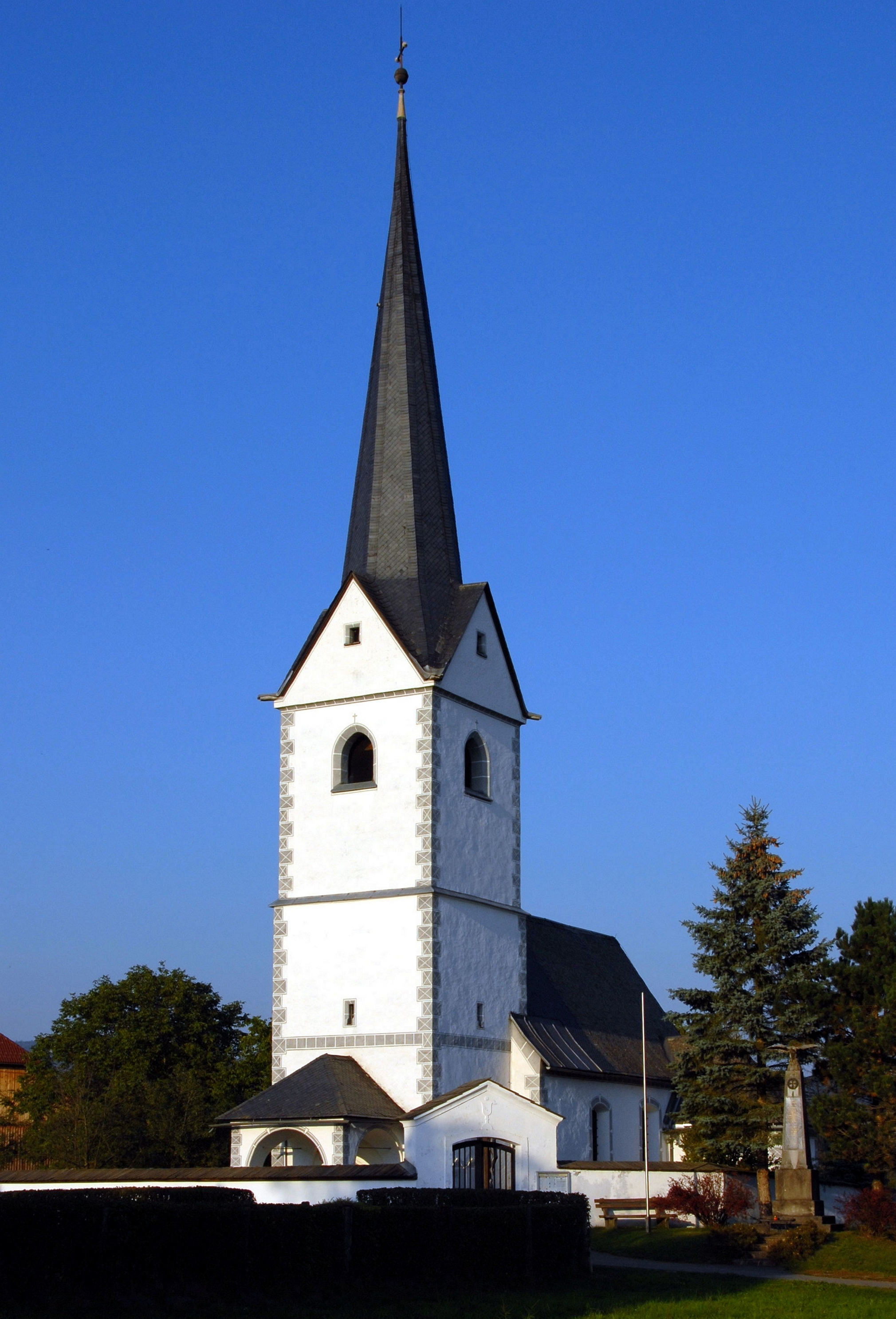
Kirche von Sankt Lorenzen/Šentlovrenc

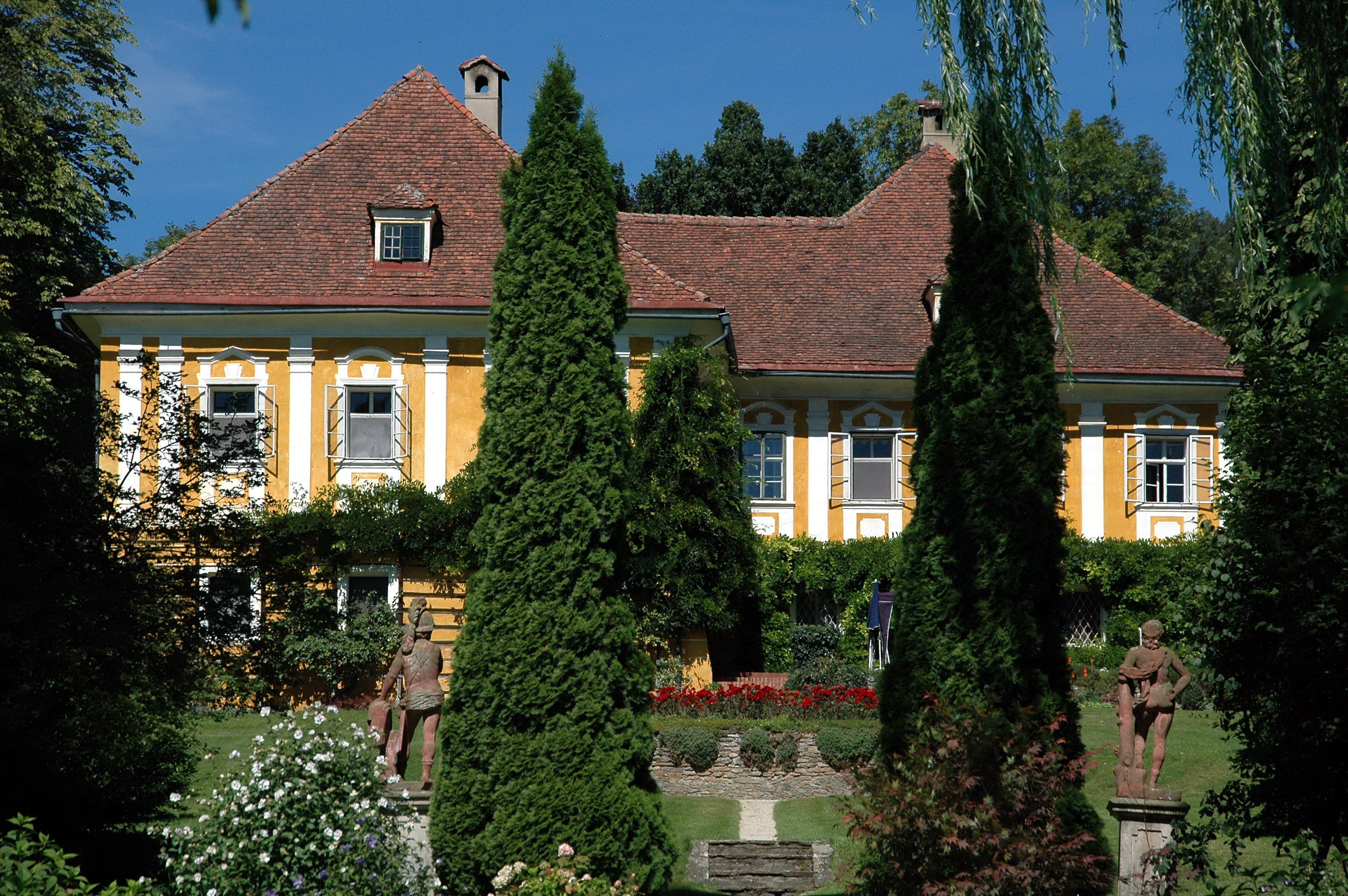
Schloss Ottmanach

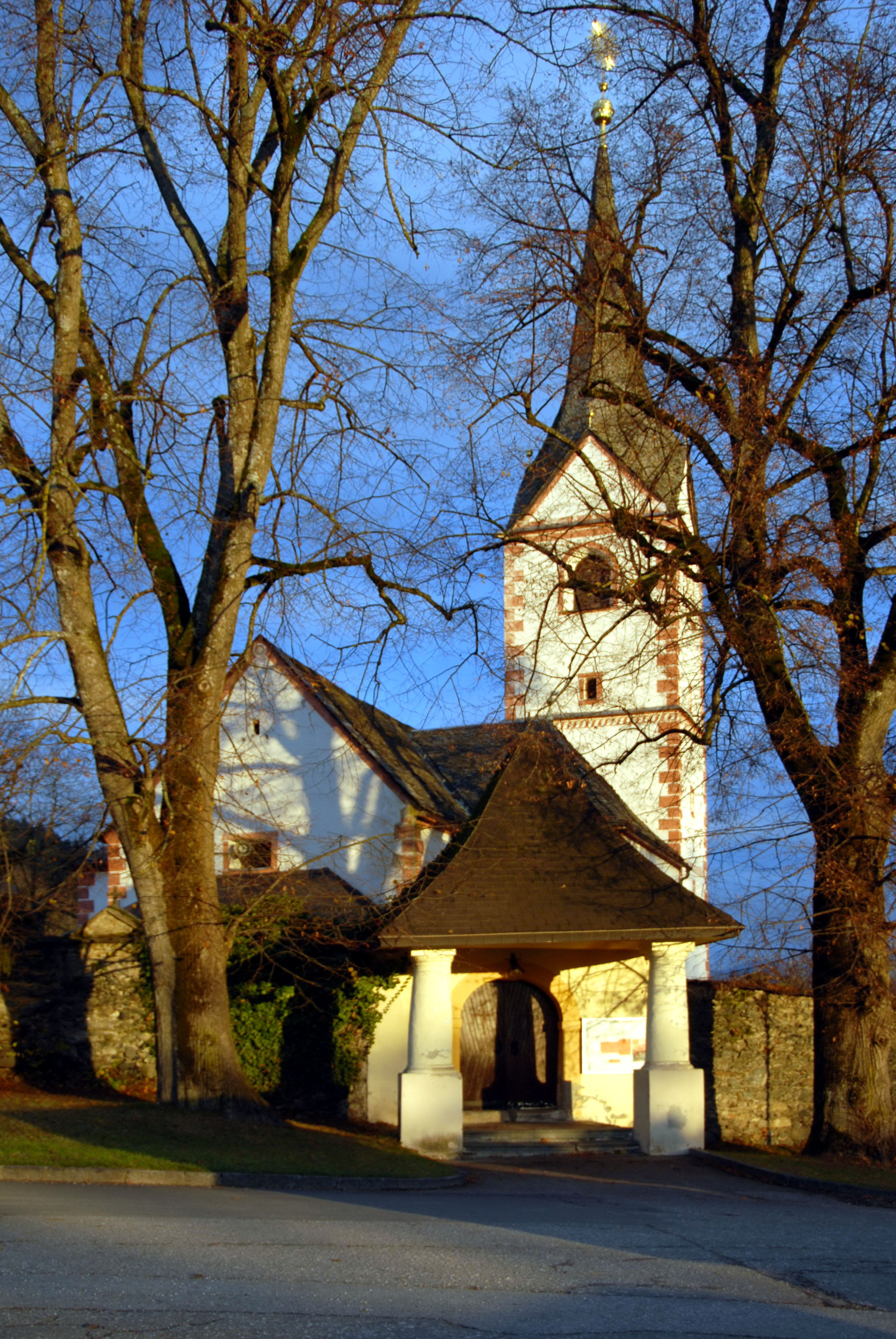
Pfarrkirche Ottmanach

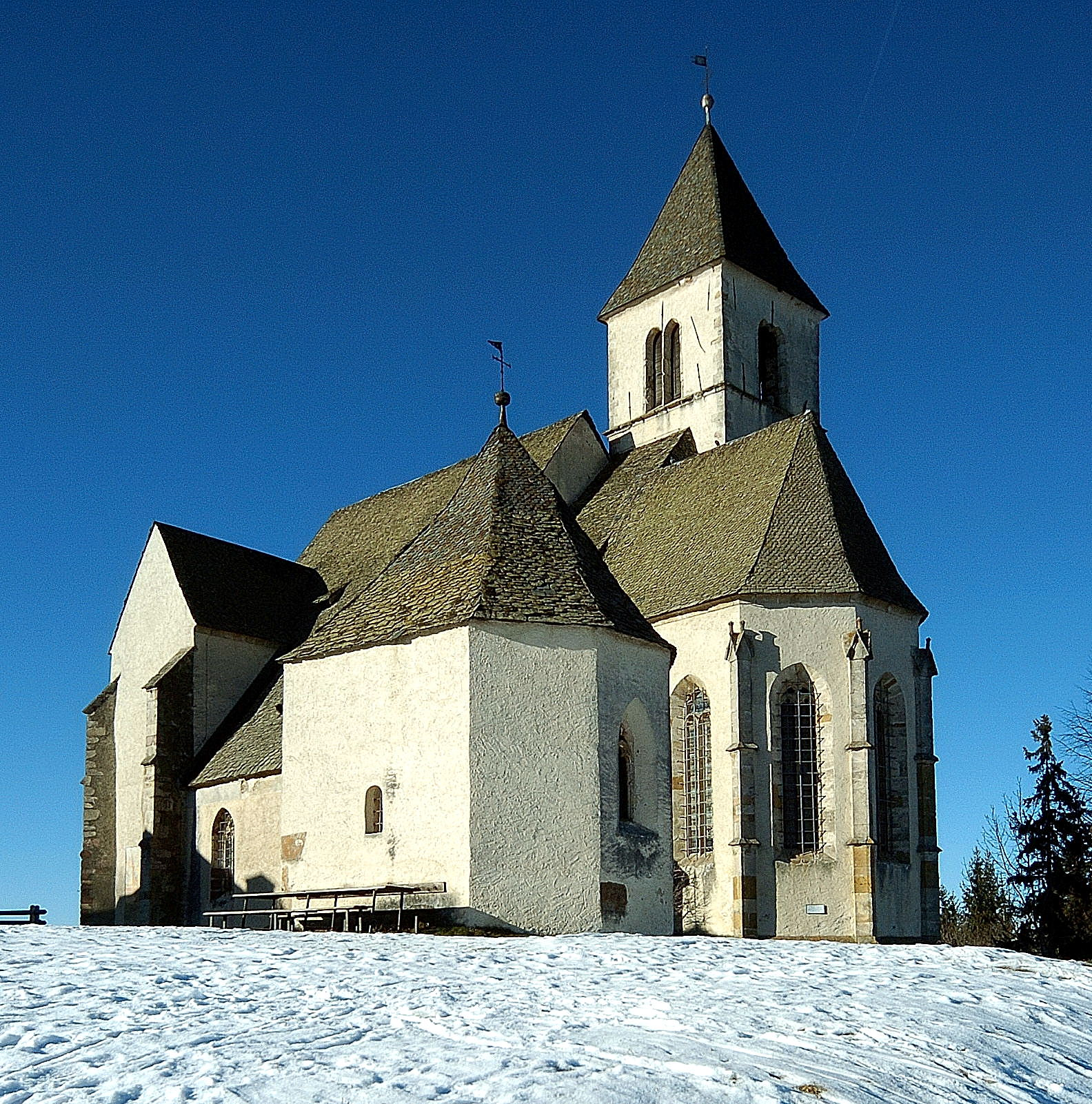
Gipfelkirche (Ost)

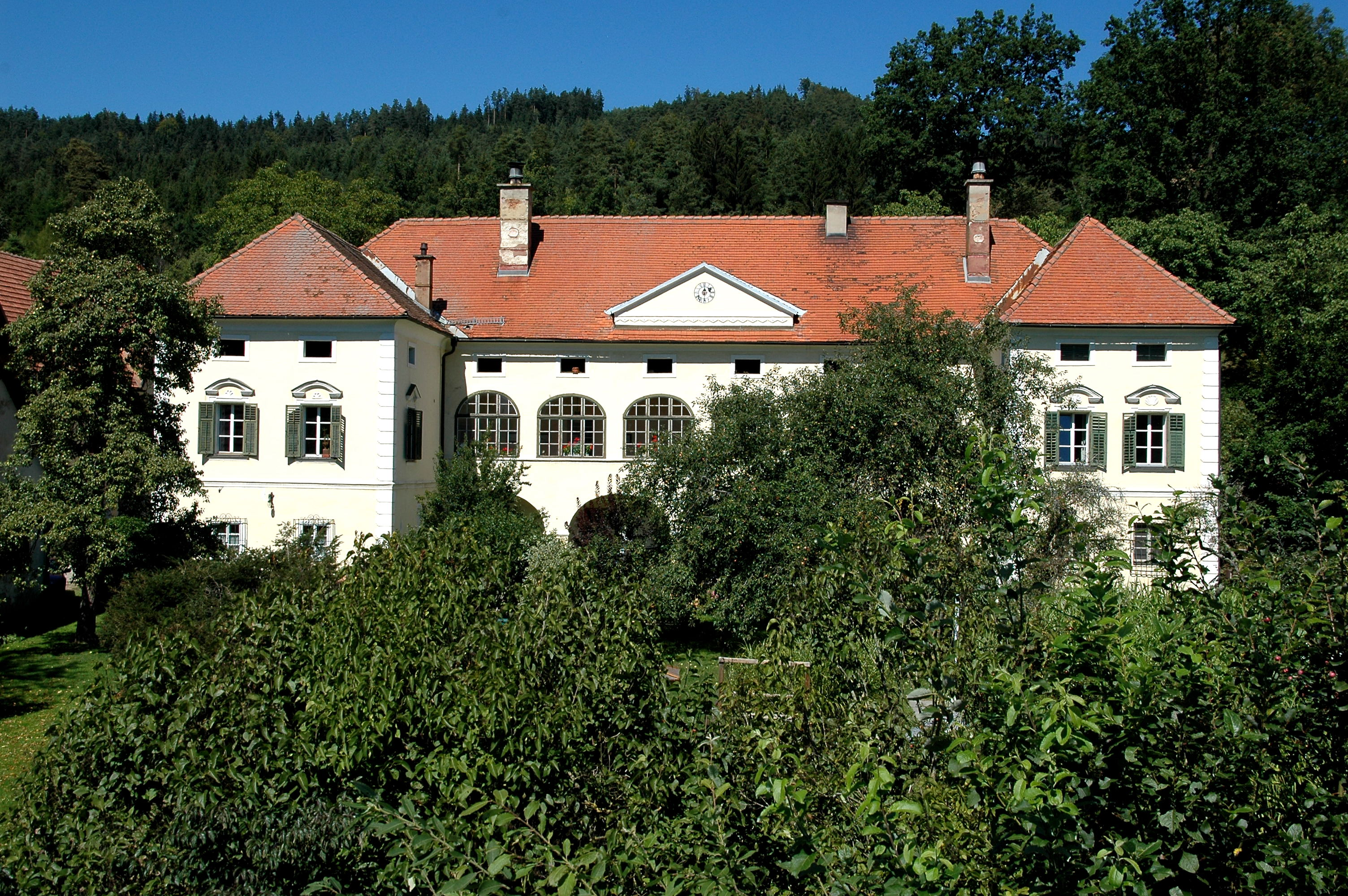
Schloss Gundersdorf

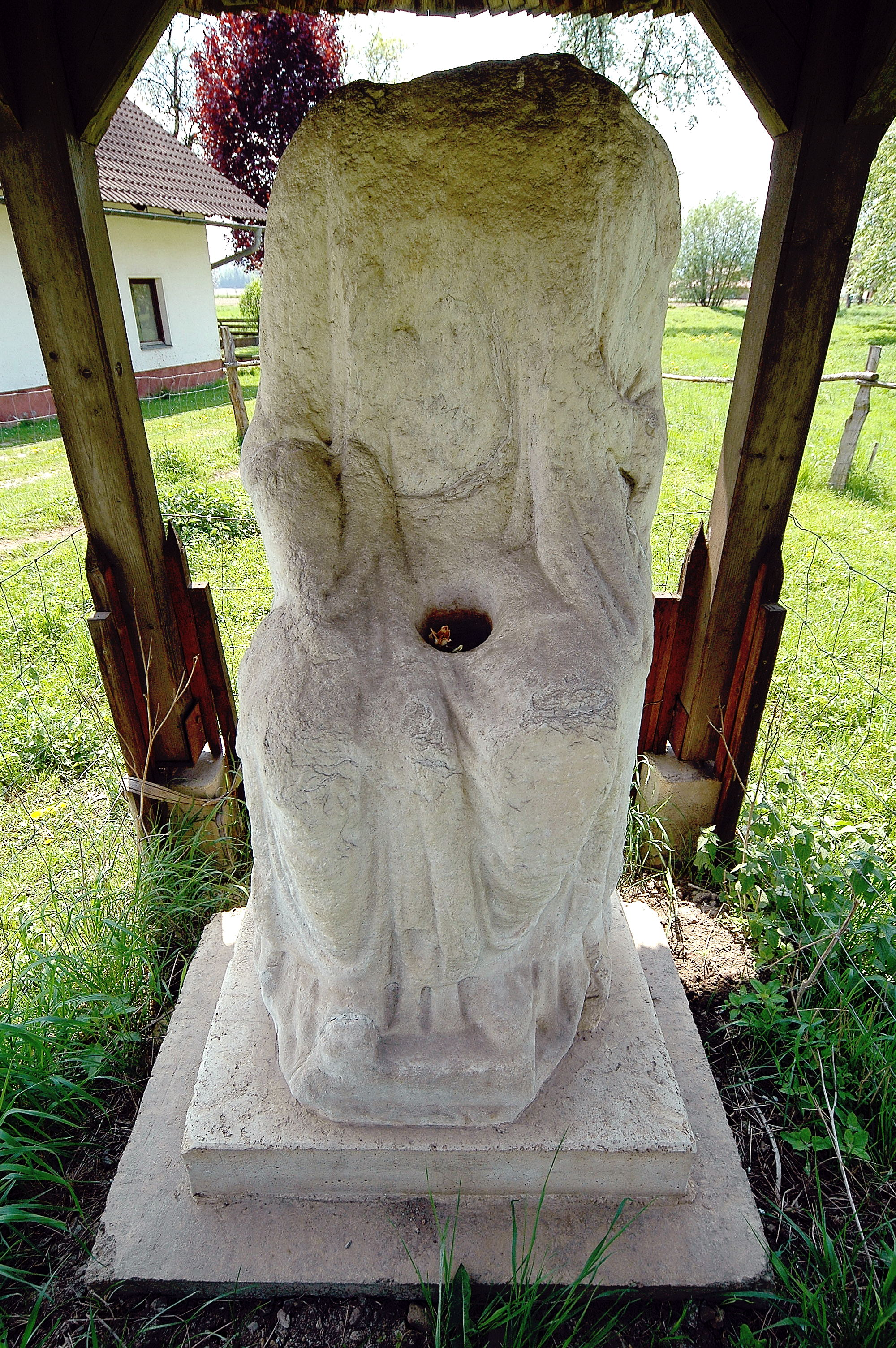
Sitzstatue in Wutschein

- Christofberg / Krištofova gora (0)
- Deinsdorf / Dominča vas (137)
- Dürnfeld / Niče (40)
- Eibelhof / Ovčjak (2)
- Eixendorf / Niča vas (153)
- Farchern / Borovje (22)
- Freudenberg / Frajdenberk (131)
- Gammersdorf / Mižlja vas (40)
- Geiersdorf / Virnja vas (44)
- Göriach / Gorje (73)
- Gottesbichl / Ovše (48)
- Großgörtschach / Zgornje Goriče (47)
- Gundersdorf / Gundrska vas (97)
- Haag / Zapuže (121)
- Hollern / Bezovje (18)
- Kleingörtschach / Male Goriče (9)
- Kreuzbichl / Goričica (7)
- Kronabeth / Smolje (34)
- Lassendorf / Vasja vas (342)
- Latschach / Loče (77)
- Leibnitz / Ličje (11)
- Magdalensberg / Štalenska gora (92)
- Matzendorf / Domačnja vas (dialektal auch Mačja vas/ves) (45)
- Ottmanach / Otmanje (183)
- Pirk / Breza (55)
- Pischeldorf / Škofji Dvor (571)
- Portendorf / Partovca (6)
- Reigersdorf / Rogarja vas (80)
- St. Lorenzen / Šentlovrenc (61)
- St. Martin / Šmartin (7)
- St. Thomas / Šenttomaž (382)
- Schöpfendorf / Žilje (14)
- Sillebrücke / Žilje (41)
- Stuttern / Srepiče (10)
- Timenitz / Timenica (258)
- Treffelsdorf / Trovovska vas (82)
- Vellach / Bela (8)
- Wutschein / Bučinja vas (253)
- Zeiselberg / Čilberk (95)
- Zinsdorf / Svinča vas (12)

### Nachbargemeinden
| Sankt Veit an der Glan | Sankt Georgen am Längsee                    | Brückl      |
| Maria Saal             | Kompassrose, die auf Nachbargemeinden zeigt |             |
| Klagenfurt             |                                             | Poggersdorf |

## Geschichte
Das Gebiet um den Magdalensberg, welcher der Namensgeber der Gemeinde ist, galt als Zentrum des Noricum, eines keltischen Königreiches, später eine Provinz des Römischen Reiches. Heute befindet sich im Gebiet der Stadt auf dem Magdalensberg die größte Ausgrabungsstätte Österreichs. Überregionale Bekanntheit erlangte vor allem der Jüngling vom Magdalensberg, eine 1502 gefundene römische Bronzeplastik aus dem ersten Jahrhundert vor Christus.
Der Magdalensberg, der das Klagenfurter Feld (slow.: Celovško polje) ebenso wie das Zollfeld mit Virunum und Karnburg überragt, war nach der Antike auch kultisches Zentrum in früher karantinischer Zeit, wie es Ausgrabungsfunde dieser Zeit und insbesondere das Dreikopfbecken aus dem 8./9. Jahrhundert belegen. Dieses stand einst vor der Kirche und wurde nach Überlieferung vom örtlichen Pfarrer Pavle Zablatnik in das Innere der Kirche verlegt. Der Dreikopf (Triglaw, slowenisch triglav) gilt als vorchristliche Gottheit bei den Slawen allgemein sowie insbesondere auch bei den Karantanern. Die Bedeutung als karantanischer Zentralraum wird von Hieronymus Megiser belegt, der davon berichtet, dass die Portendorfer anlässlich der Herzogseinsetzung drei Tage plündern durften. Teilweise führte das Inthronisierungszeremonial über das Gebiet der Gemeinde von Herzoghof/Herzogbauern in Blasendorf (slow.: Blažnja vas, das ‚gesegnete Dorf‘) zum Fürstenstein auf bzw. in Karnburg. Zeugnisse dieser frühen staatsrechtlichen Geschichte geben auch die zahlreichen Edlingerhöfe in der Gemeinde, deren Herren der Überlieferung nach eine besondere Rolle bei der Volkswahl des karantanischen Fürsten zukam. Die Edlinger um St. Lorenzen und den umgebenden Ortschaften Hollern und Schöpfendorf behielten ihre Sonderstellung bzw. Sonderrechte bis zum Ende des 15. Jahrhunderts. Um 1500 musste ein örtlicher Edlinger noch Sonderdienste leisten, so dass man davon ausgehen kann, dass der bedeutende slowenische Reformator Primož Trubar, als er 1550 den slowenischen Katechismus und 1567 die slowenische Kirchenordnung (slow.: Cerkvena ordninga) verfasste, noch auf eine gelebte historische Tradition in Kärnten traf.
Im späten 19. und im 20. Jahrhundert wurde die Gemeinde zur Sprachgrenze, wobei das slowenische Kulturleben mit der Gründung des slowenischen Kulturvereins Edinost Št. Tomaž und der slowenischen Spar- und Darlehenskassa (Hranilnica in posojilnica Št. Tomaž) ebenso in St. Thomas einen neuen Aufschwung erlebt und weit über die damaligen Gemeindegrenzen ausstrahlt und Mitglieder verzeichnet.
Am 14. April 1942 kam es zur Deportation (lange Zeit euphemistisch als „Aussiedlung“ bezeichnet) namhafter slowenischer Familien aus der Altgemeinde St. Thomas/Šenttomaž. Diese wird in den Gemeinderatssitzungen laut Gemeinderatsprotokoll nicht thematisiert, im kirchlichen Liber memobrabilium schon.
Die Gemeinde Magdalensberg entstand 1973 durch Gemeindezusammenschluss der seit 1850 eigenständigen Ortsgemeinden Ottmanach und St. Thomas am Zeiselberg. 2013 wurde Magdalensberg zur Marktgemeinde erhoben.

### Staatsbürgerschaft, Religion, Sprache
Magdalensberg hatte zum Zeitpunkt der Volkszählung 2001 2.980 Einwohner, davon besaßen 96,1 % die österreichische Staatsbürgerschaft. Von den Gemeindebewohnern bekannten sich 84,6 % zur römisch-katholischen und 4,3 % zur evangelischen Kirche, 8,7 % waren ohne religiöses Bekenntnis.
Das Gemeindegebiet von Magdalensberg, insbesondere die Altgemeinden Sankt Thomas und Ottmanach, zählen historisch zum slowenischen Dialektbereich des Klagenfurter Felde, der ein Übergangsdialekt zwischen den slowenischen Dialekten des Jauntals (podjunščina) und des Rosentals (rožanščina) ist. Als besondere Variante des slowenischen Rosentaler Dialekts hat ihn bereits Johann Scheinigg 1882 identifiziert, was in der dialektologischen Studie von Katja Sturm-Schnabl aufgrund von Feldforschungen bestätigt werden konnte.

### Bevölkerungsentwicklung
| Magdalensberg: Einwohnerzahlen von 1869 bis 2024    | Magdalensberg: Einwohnerzahlen von 1869 bis 2024 | Magdalensberg: Einwohnerzahlen von 1869 bis 2024 | Magdalensberg: Einwohnerzahlen von 1869 bis 2024 | Magdalensberg: Einwohnerzahlen von 1869 bis 2024 |
| --------------------------------------------------- | ------------------------------------------------ | ------------------------------------------------ | ------------------------------------------------ | ------------------------------------------------ |
| Jahr                                                |                                                  |                                                  |                                                  | Einwohner                                        |
| 1869                                                | 1869                                             |                                                  | 2.562                                            | 2.562                                            |
| 1880                                                | 1880                                             |                                                  | 2.544                                            | 2.544                                            |
| 1890                                                | 1890                                             |                                                  | 2.485                                            | 2.485                                            |
| 1900                                                | 1900                                             |                                                  | 2.223                                            | 2.223                                            |
| 1910                                                | 1910                                             |                                                  | 2.229                                            | 2.229                                            |
| 1923                                                | 1923                                             |                                                  | 2.070                                            | 2.070                                            |
| 1934                                                | 1934                                             |                                                  | 2.014                                            | 2.014                                            |
| 1939                                                | 1939                                             |                                                  | 1.904                                            | 1.904                                            |
| 1951                                                | 1951                                             |                                                  | 2.286                                            | 2.286                                            |
| 1961                                                | 1961                                             |                                                  | 2.160                                            | 2.160                                            |
| 1971                                                | 1971                                             |                                                  | 2.315                                            | 2.315                                            |
| 1981                                                | 1981                                             |                                                  | 2.583                                            | 2.583                                            |
| 1991                                                | 1991                                             |                                                  | 2.717                                            | 2.717                                            |
| 2001                                                | 2001                                             |                                                  | 2.980                                            | 2.980                                            |
| 2011                                                | 2011                                             |                                                  | 3.289                                            | 3.289                                            |
| 2021                                                | 2021                                             |                                                  | 3.642                                            | 3.642                                            |
| 2024                                                | 2024                                             |                                                  | 3.708                                            | 3.708                                            |
| Quelle(n): Statistik Austria, Gebietsstand 1.1.2021 |                                                  |                                                  |                                                  |                                                  |

## Kultur und Sehenswürdigkeiten

### Burgen, Ruinen und Schlösser
- Schloss Eiblhof (Schöpfendorf)
- Schloss Freudenberg
- Schloss Gundersdorf
- Schloss Ottmanach

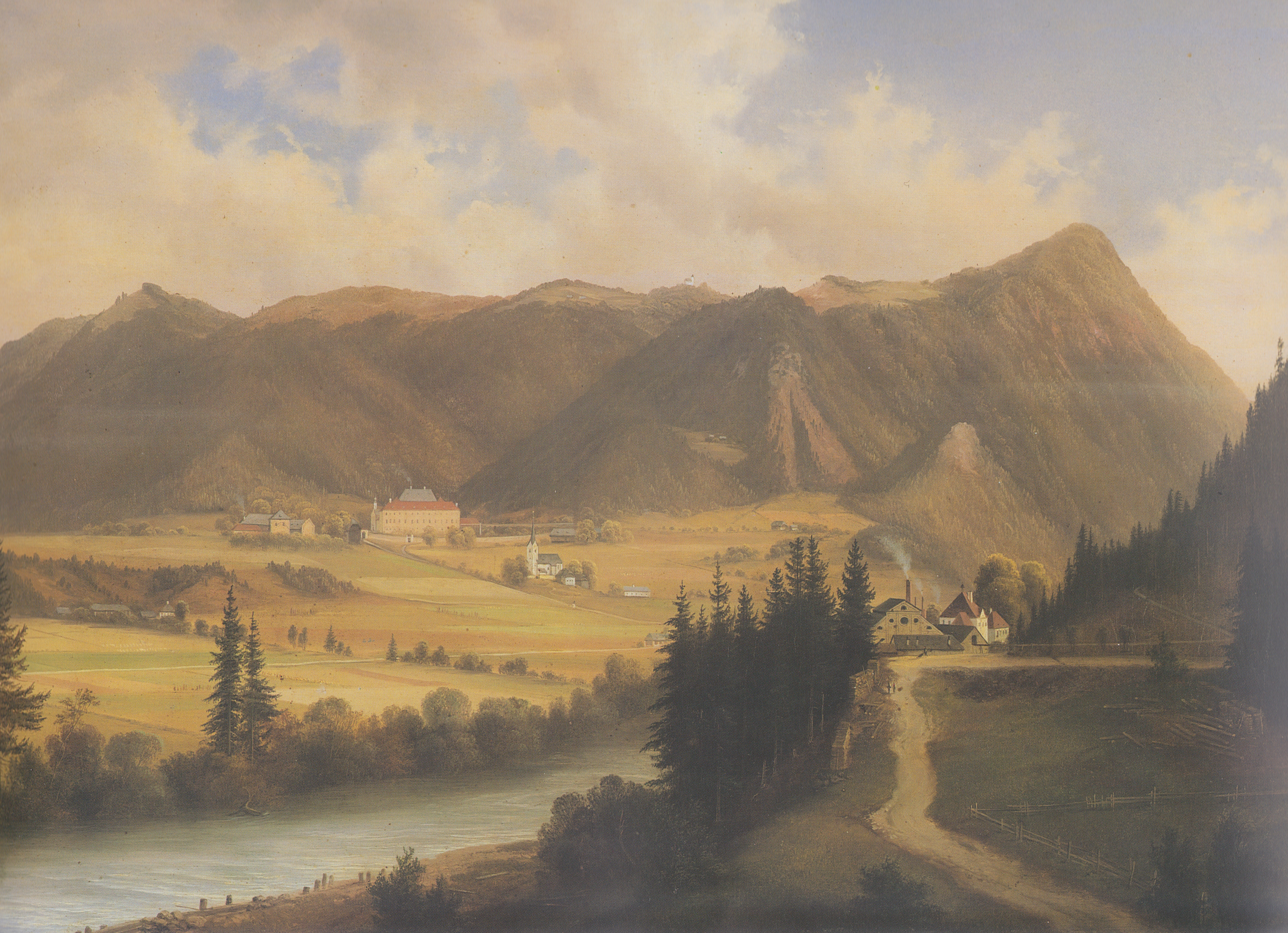
Markus Pernhart, Freudenberg, Öl auf Leinwand

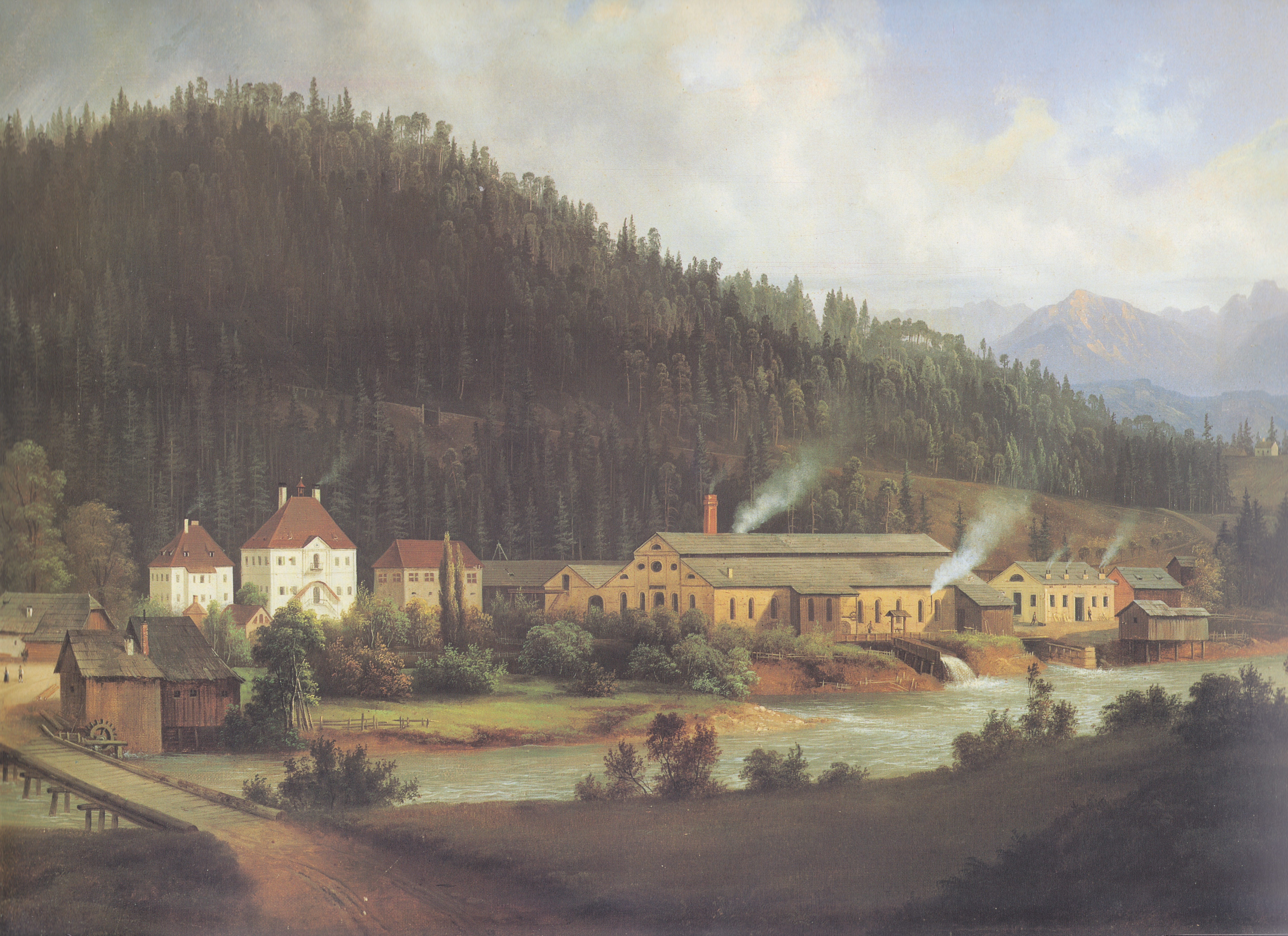
Markus Pernhart, Eisenwerk Freudenberg, Öl auf Leinwand

- Schloss Portendorf (wurde 1928 gesprengt und abgetragen)[13]
- Schlosskapelle Portendorf
- Burgruinenreste Timenitz
- Burgruine Zeiselberg

### Museen
- Archäologischer Park Magdalensberg

### Sakrale Bauwerke
- Katholische Kirche am Magdalensberg Hll. Helena und Maria Magdalena (Gipfelkirche Magdalensberg)
- Filialkirche Heiliger Andreas (Wutschein)
- Filialkirche St. Laurentius (St. Lorenzen)
- Filialkirche Heiliger Martin (Freudenberg)
- Katholische Pfarrkirche Ottmanach hl. Margaretha
- Katholische Pfarrkirche Timenitz hl. Georg
- Katholische Pfarrkirche St. Thomas am Zeiselberg

## Wirtschaft und Infrastruktur

### Wirtschaftssektoren
Von den 137 landwirtschaftlichen Betrieben des Jahres 2010 waren 55 Haupterwerbsbauern. Diese bewirtschafteten 59 Prozent der Flächen. Im Produktionssektor arbeiteten 127 Erwerbstätige in der Bauwirtschaft, 53 im Bereich  Herstellung von Waren, 11 im Bergbau und 3 in der Energieversorgung. Die wichtigsten Arbeitgeber des Dienstleistungssektors waren die Bereiche Handel (142), soziale und öffentliche Dienste (108), freiberufliche Dienstleistungen (62) und Beherbergung und Gastronomie (29 Mitarbeiter).
| Wirtschaftssektor            | Anzahl Betriebe | Anzahl Betriebe | Anzahl Betriebe | Erwerbstätige | Erwerbstätige | Erwerbstätige |
| Wirtschaftssektor            | 2021            | 2011            | 2001            | 2021          | 2011          | 2001          |
| ---------------------------- | --------------- | --------------- | --------------- | ------------- | ------------- | ------------- |
| Land- und Forstwirtschaft 1) | 77              | 137             | 148             | 96            | 88            | 124           |
| Produktion                   | 1               | 34              | 22              | 1             | 194           | 107           |
| Dienstleistung               | 190             | 133             | 69              | 553           | 368           | 218           |

1) Betriebe mit Fläche in den Jahren 2010 und 1999, Arbeitsstätten im Jahr 2021

### Arbeitsmarkt, Pendeln
Im Jahr 2011 lebten 1530 Erwerbstätige in Magdalensberg. Davon arbeiteten 311 in der Gemeinde, 80 Prozent pendelten aus.

### Verkehr
- Straße: Die wichtigste Straße ist die Görtschitztal Straße, die das Gemeindegebiet von Südwesten nach Nordosten durchquert. Sie stellt auch die Anbindung an die Süd Autobahn A2 im Süden her.
- Flughafen: Der Flughafen Klagenfurt befindet sich wenige Kilometer südwestlich der Gemeinde.

## Politik
| Der Gemeinderat von Magdalensberg hat 23 Mitglieder (seit 2015, davor 19). \| Jahr \| SPÖ \| ÖVP \| FPÖ \| BZÖ \| GRÜNE \| Link \| \| --------------------- \| --- \| --- \| --- \| --- \| ----- \| ---- \| \| Gemeinderatswahl 1985 \| 8 \| 10 \| 1 \| - \| - \| [19] \| \| Gemeinderatswahl 1991 \| 8 \| 8 \| 3 \| - \| - \| [19] \| \| Gemeinderatswahl 1997 \| 9 \| 6 \| 4 \| - \| - \| [20] \| \| Gemeinderatswahl 2003 \| 11 \| 5 \| 3 \| - \| - \| [21] \| \| Gemeinderatswahl 2009 \| 10 \| 5 \| - \| 4 \| - \| [22] \| \| Gemeinderatswahl 2015 \| 15 \| 4 \| 3 \| - \| 1 \| [23] \| \| Gemeinderatswahl 2021 \| 15 \| 4 \| 4 \| - \| - \| [24] \| | Hier fehlt eine Grafik, die leider im Moment aus technischen Gründen nicht angezeigt werden kann. Wir arbeiten daran! |     |     |     |       |        |
| Jahr | SPÖ | ÖVP | FPÖ | BZÖ | GRÜNE | Link   |
| Gemeinderatswahl 1985 | 8 | 10  | 1   | -   | -     | [ 19 ] |
| Gemeinderatswahl 1991 | 8 | 8   | 3   | -   | -     | [ 19 ] |
| Gemeinderatswahl 1997 | 9 | 6   | 4   | -   | -     | [ 20 ] |
| Gemeinderatswahl 2003 | 11 | 5   | 3   | -   | -     | [ 21 ] |
| Gemeinderatswahl 2009 | 10 | 5   | -   | 4   | -     | [ 22 ] |
| Gemeinderatswahl 2015 | 15 | 4   | 3   | -   | 1     | [ 23 ] |
| Gemeinderatswahl 2021 | 15 | 4   | 4   | -   | -     | [ 24 ] |

### Bürgermeister
Direkt gewählter Bürgermeister ist seit 2009 Andreas Scherwitzl (SPÖ).

### Wappen
Das Wappen von Magdalensberg zeigt auf blauem Grund einen (heraldisch) nach links gewendeten goldenen Greif. Dieser ist der Darstellung eines der bedeutendsten antiken Funde im Gemeindegebiet nachempfunden, einer 1843 entdeckten 40 cm hohen Bronzestatuette aus der Zeit des römischen Kaisers Augustus.
Die amtliche Blasonierung des Wappens lautet: „In blauem Schild ein nach links gewendeter goldener Greif (Form des Greifen von Magdalensberg).“ Wappen und Fahne wurden der Gemeinde Ottmanach am 30. Juni 1964 verliehen und nach der Neubildung von der Gemeinde Magdalensberg 1973 übernommen (Neuverleihung per Bescheid vom 14. September 1973). Die Fahne ist Blau-Gelb mit eingearbeitetem Wappen.

## Persönlichkeiten
Der Besitzer der Herrschaft Freudenberg Albert von Hummelauer war von 1850 bis 1864 Bürgermeister von Freudenberg.
Der Abgeordnete Ferdinand Steiner wurde am 28. Januar 1867 zum Ehrenbürger der Gemeinde Ottmanach ernannt.
Der Komponist und Schlagersänger Udo Jürgens wuchs im Schloss Ottmanach auf, ebenso sein Bruder Manfred Bockelmann, der Maler und Fotograf ist. Das Familiengrab der Bockelmanns liegt auf dem Ottmanacher Friedhof.
Jürgens’ Vater war von 1938 bis 1945 sowie von 1954 bis 1958 Bürgermeister von Ottmanach.
Seit 2006 lebt Karl Schnabl, der Olympiasieger und Medaillengewinner der Olympischen Spiele von Innsbruck im Skispringen in Latschach.
Karl Schnabl war auch das Zugpferd des österreichischen Skisprungwunderteams, das Professor Baldur Preiml in den 1970er Jahren ausgeformt hat.
Geborene Magdalensbergerin ist die Kärntner Slowenin Katja Sturm-Schnabl, Universitätsprofessorin für slowenische und südslawische Philologie an der Universität Wien. Am 30. September 2015 wurde ihr das Goldene Verdienstzeichen der Republik Österreich durch Kanzleramtsminister Josef Ostermayer für ihr Engagement als Zeitzeugin verliehen.
Ein geborener Magdalensberger ist Marjan Sturm, seit 1992 Vorsitzender des Zentralverbandes slowenischer Organisationen und 2012 Träger des Großen Silbernen Ehrenzeichens für Verdienste um die Republik Österreich.
Ein geborener Magdalensberger ist Bojan-Ilija Schnabl, Literat und Autor von slowenischen sowie französischen Gedichten und Kurzgeschichten mit Gemeindebezug, in denen die Gemeinde im weiteren Sinn und das Klagenfurter Feld zur (zentralen) literarischen Figur erhoben werden. In der Gemeinde Magdalensberg verwurzelt ist auch der Sammelband meditativer Erzählungen Magnolija in tulipani (Die Magnolie und die Tulpen, Erzählungen und wahre Märchen vom Klagenfurter Feld), in dem die lokale Geschichte und der lokale slowenische Dialekt subtil einfließen. Auf Deutsch erschien seine Homage an die Gemeinde, die Menschen und den Raum, sein Sammelband im Lokalkolorit gefärbter persönlicher und historischer Kurzgeschichten u.d.T. Das Klagenfurter Feld, Eine Terra incognita in elf Offenbarungen, ein Camino im Herzen des Landes.
Wilhelm Wadl, langjähriger Direktor des Kärntner Landesarchivs war viele Jahre Gemeindebürger und schrieb die bahnbrechende, interdisziplinär angelegte Gemeindechronik und verfasste zahlreiche weitere Schriften.

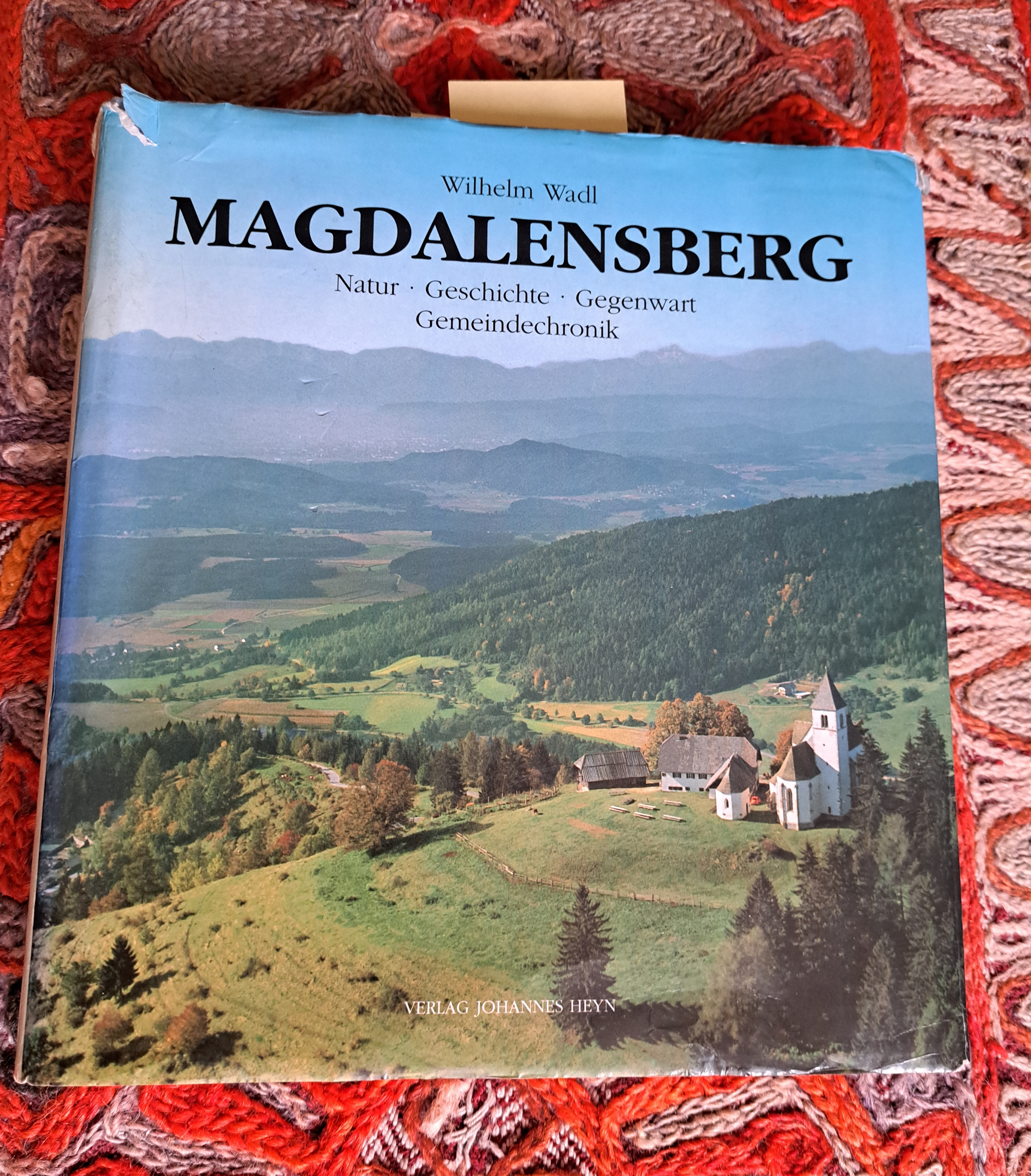
Bucheinband: Wilhelm Wadl, Magdalensberg, Natur, Geschichte, Gegenwart, Gemeindechronik